# Hřib rudonachový
Hřib rudonachový (Imperator rhodopurpureus (Smotl.) Assyov, Bellanger, Bertéa, Courtec., G. Koller, Loizides, G. Marques, J.A. Muñoz, N. Oppicelli, D. Puddu, F. Rich. & P.-A. Moreau 2015) je velmi vzácná jedovatá houba z čeledi hřibovitých. Tento barevný hřib dříve řazený do sekce Luridi rodu Boletus se vyznačuje velmi intenzivním modráním poraněných míst. Český mykolog Josef Velenovský jej (pod názvem Boletus purpureus) považoval za nejkrásnější z tuzemských hřibů.

## Synonyma
- Boletus purpureus Fr. sensu Smotl. 1912, Velen. 1922 (non orig.)[3]
- Boletus purpureus var. rubrosanguineus Walty[3]
- Boletus rhodopurpureus Smotl. 1909[4] (nom. inval.)
- Boletus rhodopurpureus Smotl. 1952[5]

české názvy
- hřib rudonachový[1]
- hřib rudopurpurový
- hřib vínočervený[6]
- hřib vínovočervený
- modrák rudonachový[4]

lidové názvy
- červeňák[2]

## Taxonomie
Hřib rudonachový popsal český mykolog František Smotlacha poprvé již v roce 1909, ale v souladu s aktuálními pravidly mykologické taxonomie platně až roku 1952 v Mykologickém sborníku ČČSH 1.-3. Do té doby jej uváděl pod názvem hřib či modrák purpurový. V roce 2015 byl evropskými mykology na základě výsledků biomolekulárních analýz přesunut z rodu Boletus (konkrétně ze sekce Luridi) do nového rodu Imperator.

## Vzhled

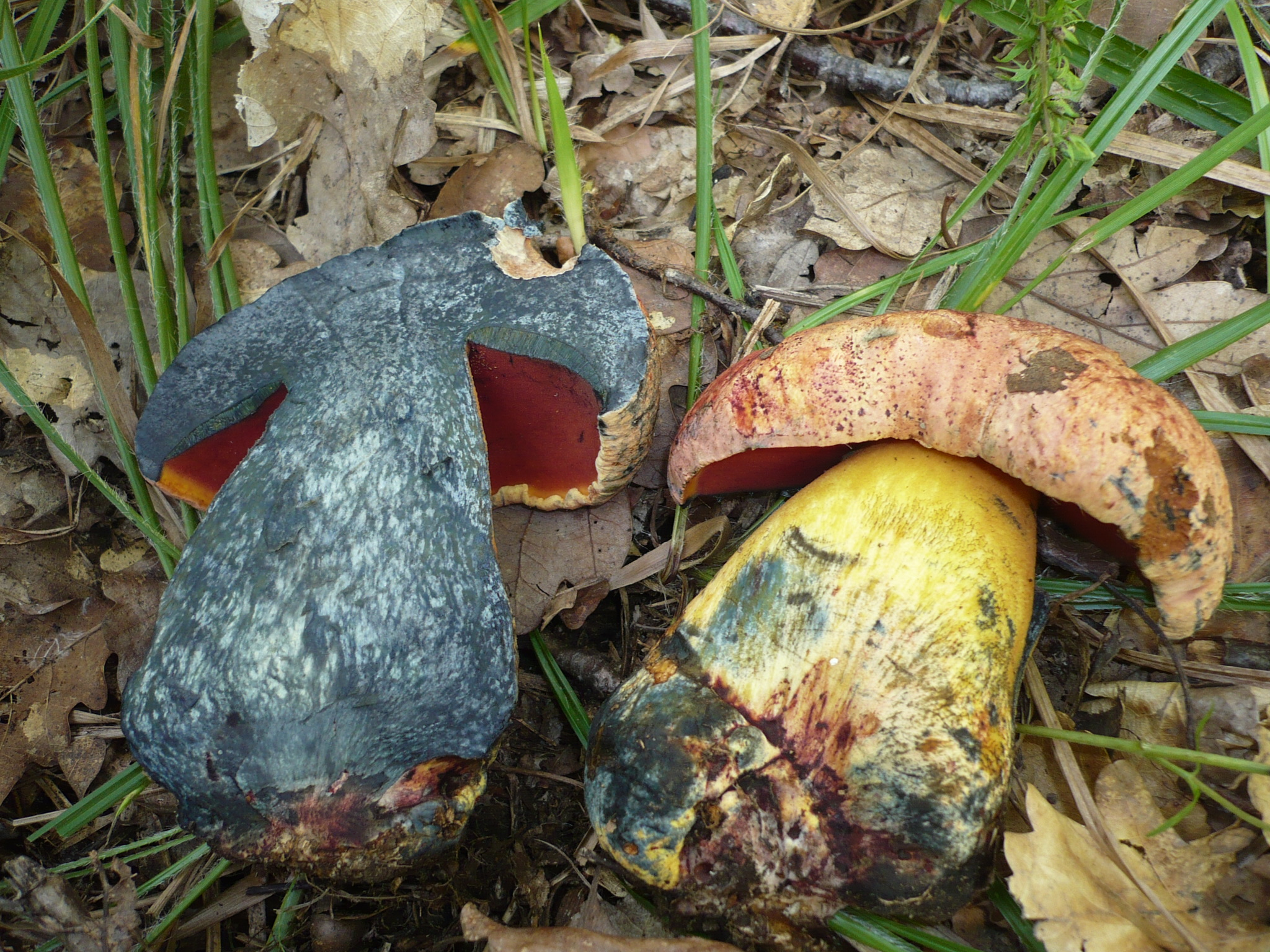
Dužnina na řezu většinou intenzivně modrá do tmavých odstínů

### Makroskopický

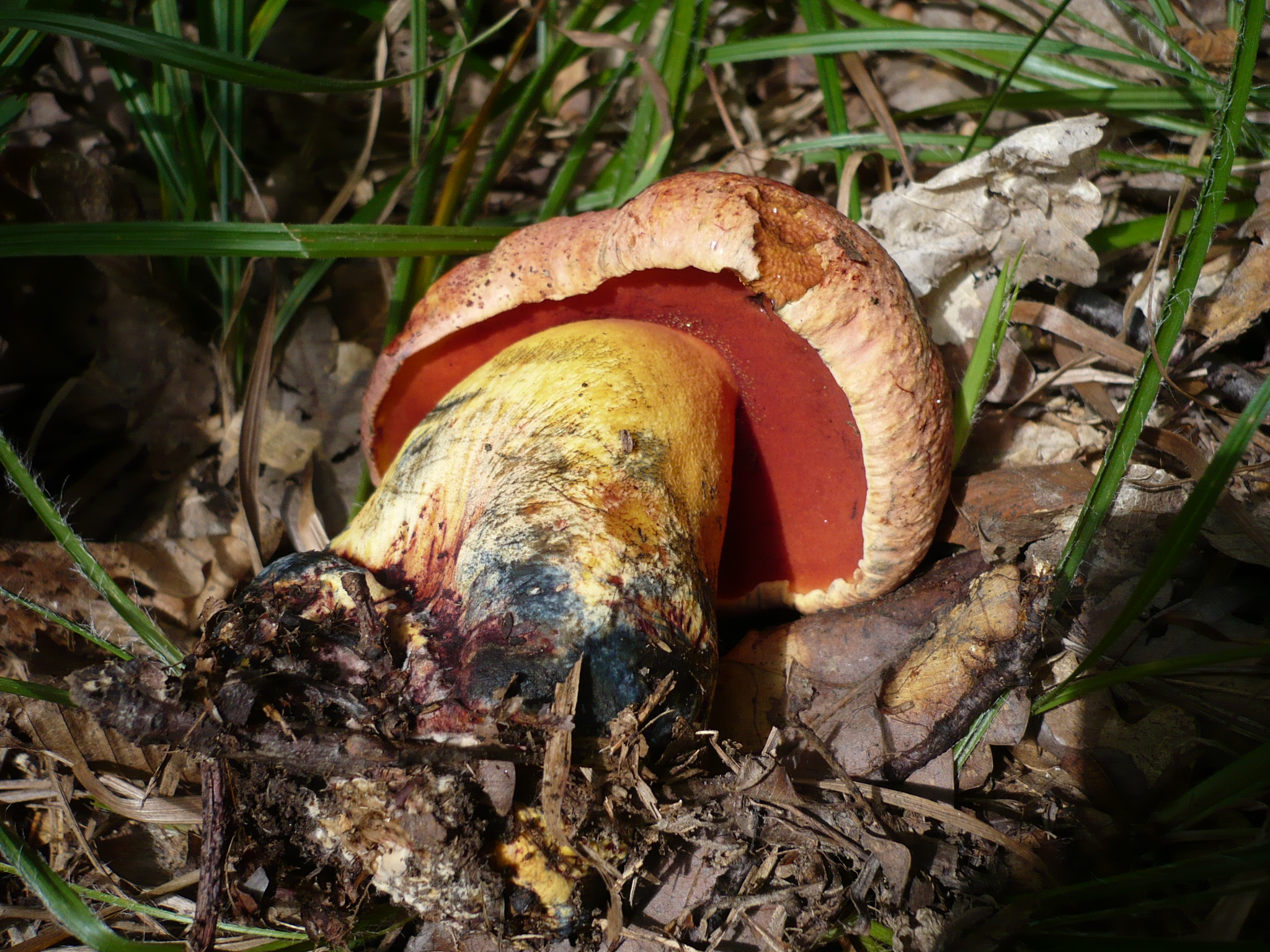
Póry mají obvykle červené nebo cihlové zbarvení

Klobouk dosahuje 60 - 150 (200) milimetrů, povrch je charakteristicky hrbolkatý, ve stáří se vyhlazuje. Nejprve je zbarven žlutě, poté přechází do sytě růžové promísené se žlutooranžovou. Později nahrazuje typickou starorůžovou purpurová a nakonec hnědočervená s šedohnědými zónami. Po doteku nebo poranění okamžitě modrá, později se skvrny odbarvují do purpurovohněda.
Rourky jsou sytě žluté, na řezu okamžitě modrají. Póry mají nejprve žluté zbarvení, později jsou oranžově až krvavě červené. Při sebemenším dotyku okamžitě modrají.
Třeň má v mládí žluté zbarvení a pokrývá jej žlutá síťka. Později je podklad žlutooranžový až oranžový (na bázi s vínově červenými skvrnami) a síťka má různé odstíny červené.
Dužnina má žluté zbarvení, na řezu okamžitě a intenzivně modrá (později se odbarvuje do špinavě modra až zelenohněda, nakonec tmavě zčervená). Vůně je příjemně houbová, chuť mírná, nasládlá.

### Mikroskopický
Povrch klobouku kryjí trichodermové vláknité 3 - 7 (9) μm široké hyfy. Výtrusy dosahují (10) 11 - 15 (16,5) × 5 - 6 (6,5) μm, jsou boletoidního tvaru, téměř (případně až elipsovitě) vřetenovité, z bočního pohledu je patrná mělká suprahilární deprese.

## Výskyt
Hřib rudonachový je vázaný na duby. Vyskytuje se v nížinách a pahorkatinách na jílovito-vápnitých půdách. Mezi typická stanoviště patří dubové a dubohabrové lesy, případně rybniční hráze a zalesněné břehy rybníků. Objevuje se od druhé poloviny června do první poloviny září.

## Rozšíření
Roste v Evropě, konkrétně byl objeven v těchto zemích: Anglie (+ Isle of Man), Česká republika, Dánsko, Chorvatsko, Itálie, Maďarsko, Německo, Rakousko, Slovinsko, Španělsko a Švédsko.
V České republice nebyl na dřívějších lokalitách v poslední době nalezen. Z posledních let je proto znám výskyt pouze na lokalitách Mladoboleslavska, Nymburska a Táborska.
V rámci chráněných území České republiky byl hřib rudonachový doložen mimo jiné na následujících lokalitách:
- Džbán[10] (Ústecký kraj)
- Luční[11] (okres Tábor)

## Záměna
- hřib Le Galové (Rubroboletus legaliae) - hladký (nehrbolkatý) povrch klobouku[1], méně intenzivní modrání
- hřib nachový (Rubroboletus rhodoxanthus) - méně intenzivní modrání, výraznější síťka
- hřib zavalitý (Imperator torosus) - v České republice extrémně vzácný
- hřib žlutoměďový (Imperator luteocupreus) - neroste v České republice

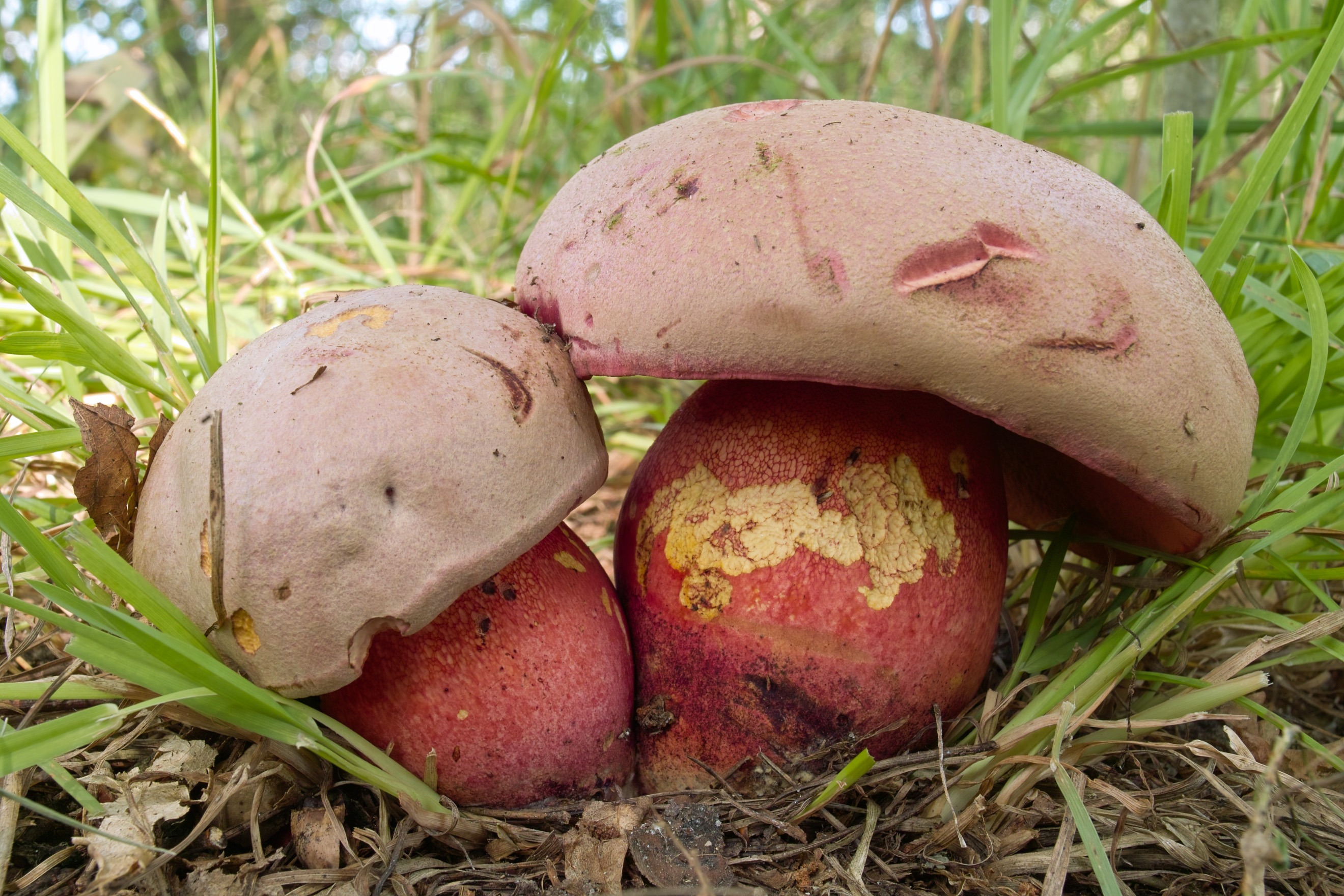
hřib Le Galové
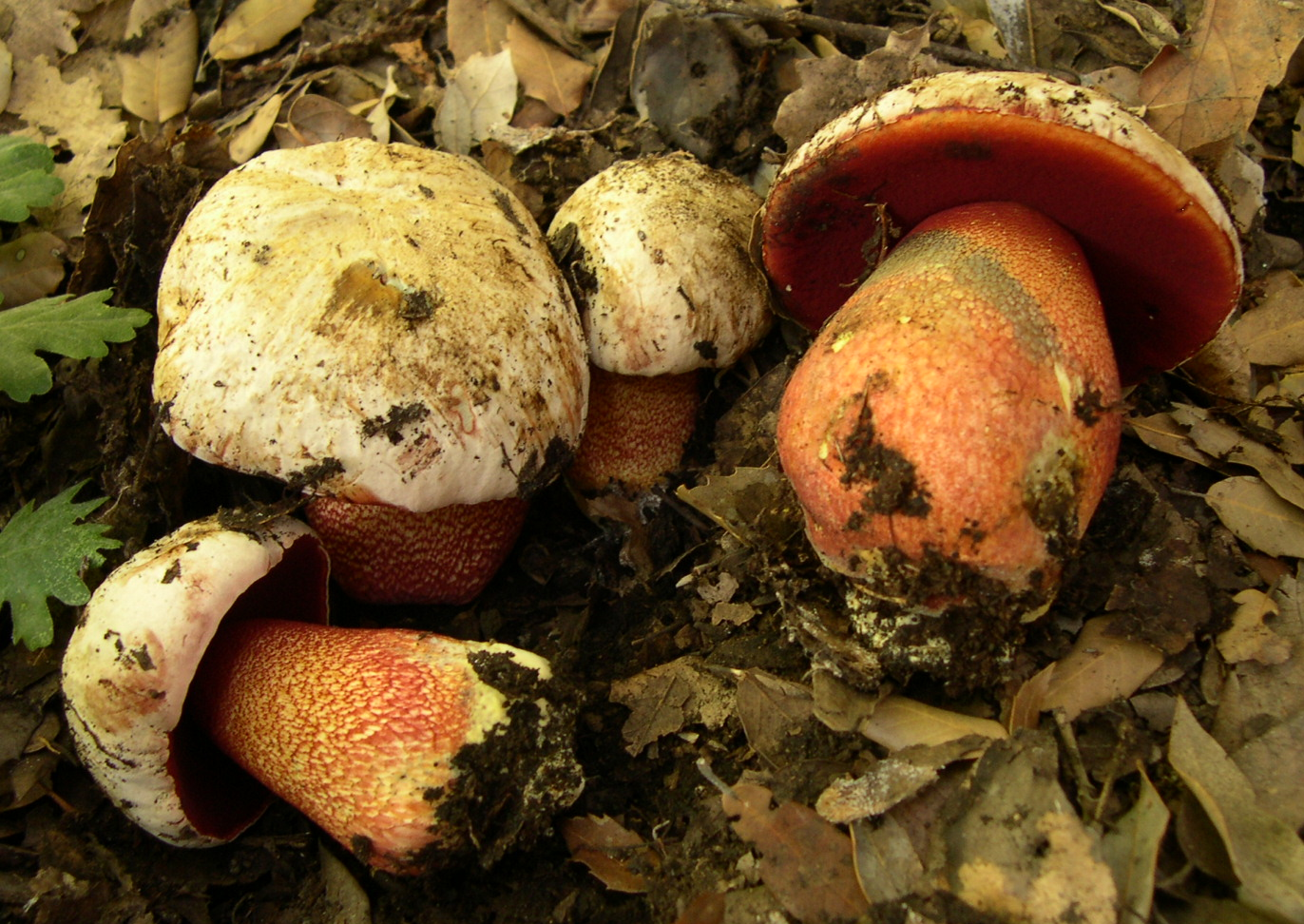
hřib nachový
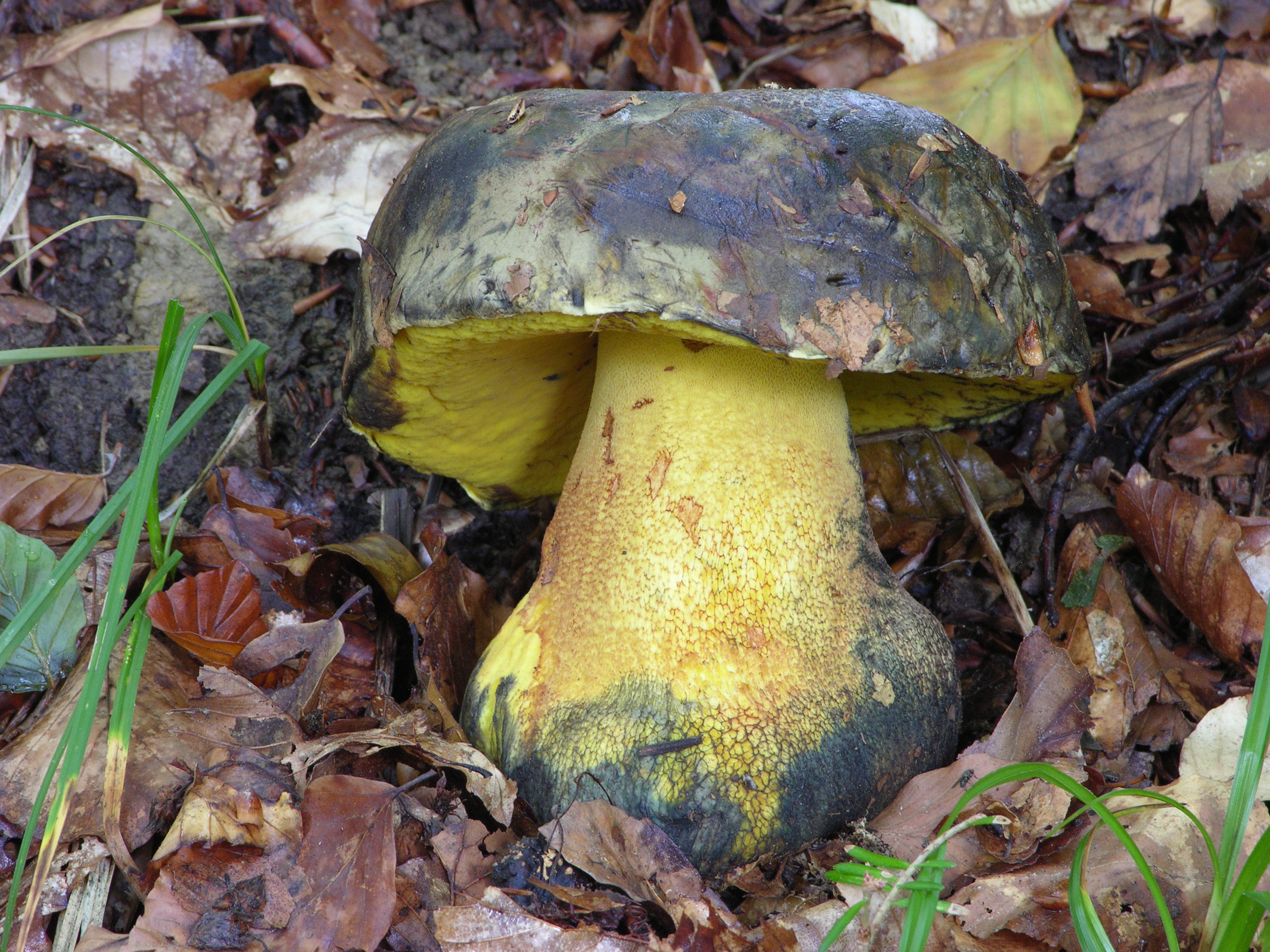
hřib zavalitý
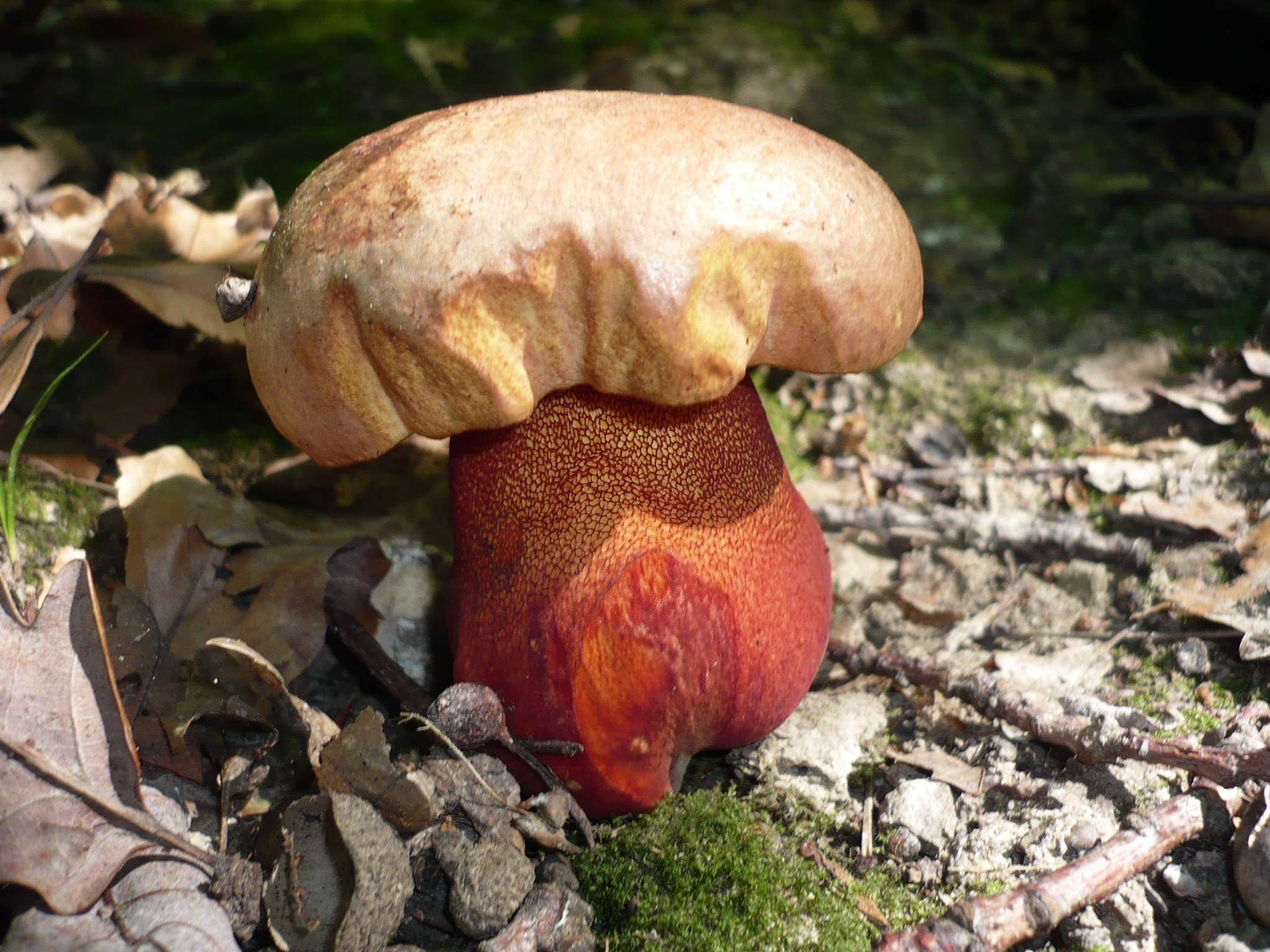
hřib žlutoměďový

## Ochrana
Hřib rudonachový je velmi vzácný. Červený seznam hub České republiky jej uvádí jako kriticky ohrožený druh (CR). Ohrožen je lesnickými zásahy i vysbíráváním plodnic neznalými houbaři (může vyvolat silné žaludeční potíže).

## Formy
Krom běžné formy jsou popsané další, které se liší barevností v důsledku různého zastoupení přírodního barviva.

### Hřib žlutonachový
Boletus xanthopurpureus (Smotl.) Hlaváček 1986., syn. hřib rudonachový - žlutonachový (Boletus rhodopurpureus f. xanthopurpureus) Smotl. 1952 je světle zbarvená (xanthoidní) forma, převážně žlutá s drobnými hnědavými nebo červenohnědými skvrnami.

### Imperator rhodopurpureus f. polypurpureus
Boletus rhodopurpureus f. polypurpureus Smotl. 1952 má drobnější plodnice a sytě purpurovo-červené zabarvení. Smotlacha jej sbíral od roku 1908 u Vysokého Chvojna a u Holic (Žehrov).

### Imperator rhodopurpureus f. poridecolorans
Boletus rhodopurpureus f. poridecolorans Klofac 2005 má nejprve klobouk žlutý až bledě naoranžovělý (někdy měděně až krvavě skvrnitý), později s purpurovými odstíny. Póry naoranžovělé postupně přecházející na žluté. Třeň žlutý, síťkovaný.